# Ванялуд
Ванялуд — деревня в Кезском районе Удмуртской республики.

## География
Находится в северо-восточной части Удмуртии на расстоянии приблизительно 12 км на юг по прямой от районного центра поселка Кез.

## История
Известна с 1873 года как починок Орельской (Ванялуд) с 6 дворами. В 1905 году (починок Ванялудский или Орельский) учтено 24 двора, в 1924 (уже деревня Ваня-Луд) — 32. С 1932 года настоящее название. До 2021 года входила в состав Сосновоборского сельского поселения.

## Население
Постоянное население составляло 64 человека (1873), 176 (1905), 199 (1924, все удмурты), 20 человек в 2002 году (удмурты 100 %), 8 в 2012.